# ベローナ (小惑星)
ベローナ またはベロナ (28 Bellona) は、小惑星帯の大きい小惑星。ロベルト・ルターによって1854年3月1日にデュッセルドルフで発見された。ゲフィオン族に近い軌道を持つ、小規模な小惑星族を代表する小惑星だとされることがある。
この小惑星の発見後まもなくクリミア戦争が始まったため、それに関連してローマ神話の戦争の女神ベローナにちなんで名づけられた。
2008年4月に鹿児島県で掩蔽が観測された。